# Caladenia iridescens
Caladenia iridescens är en orkidéart som beskrevs av Richard Sanders Rogers. Caladenia iridescens ingår i släktet Caladenia och familjen orkidéer. Inga underarter finns listade i Catalogue of Life.